# Lago delle Mischie
Il lago delle Mischie (o delle Miste) è un bacino lacustre artificiale situato a 902 m di altezza tra il comune di Trivero e le frazioni montane dei comuni di Camandona e di Vallanzengo, tutti in provincia di Biella.

## Morfologia
La diga delle Mischie sbarra il torrente Sessera dove questo riceve da sinistra l'apporto della Dolca, il più importante affluente del suo tratto montano.
Il lago che ne deriva ha una forma biforcuta e poco a monte della diga si divide in due rami: il più lungo è rivolto verso sud-ovest e segue il corso del Sessera, il secondo si dirige invece a nord-ovest lungo la Dolca.

## La diga
Lo sbarramento è alto 44 m e fu costruito dalla famiglia Zegna per alimentare la centrale idroelettrica del Piancone e produrre l'energia necessaria ai propri stabilimenti industriali di Trivero.
Dall'invaso parte infatti una condotta forzata lunga 4 km che collega il lago artificiale con la centrale elettrica.
La centrale del Piancone fu inaugurata il 10 dicembre del 1938 dall'allora ministro dei lavori pubblici Giuseppe Cobolli Gigli, assieme alla Panoramica Zegna.

Il lago è gestito oggi dalla ditta Sistemi di Energia Spa assieme al Consorzio di bonifica della baraggia biellese e vercellese.

Questo secondo ente sostiene fin dagli anni ottanta un progetto per il raddoppio dell'altezza della diga (ed il conseguente aumento della sua capacità di invaso) per un uso irriguo a supporto della risicoltura.
Tale progetto ha suscitato notevoli perplessità, soprattutto per quanto riguarda il suo impatto ambientale.

## Escursionismo
Una strada sterrata che parte da Castagnea (una frazione di Portula a breve distanza da Trivero) transita accanto al Santuario della Novareia, scende a costeggiare il corso del Sessera e permette di raggiungere la diga da est.

Il lago delle Mischie è raggiunto o sfiorato anche da vari percorsi pedonali e per MTB proposti dall'Oasi Zegna.

## Pesca
Nel bacino è in genere presente una buona quantità di trote, che però sono quasi del tutto scomparse nell'estate del 2008.
La causa sarebbe stata individuata nella grande quantità di detriti scaricati nel lago da un nubifragio e nelle successive manovre per liberare il bacino dall'eccesso di sedimento.